# 紀元前584年
紀元前584年（きげんぜん584ねん）は、西暦（ローマ暦）による年。紀元前1世紀の共和政ローマ末期以降の古代ローマにおいては、ローマ建国紀元170年として知られていた。紀年法として西暦（キリスト紀元）がヨーロッパで広く普及した中世時代初期以降、この年は紀元前584年と表記されるのが一般的となった。

## 他の紀年法
- 干支 : 丁丑
- 日本
  - 皇紀77年
  - 天皇空位（便宜上神武天皇77年と表記されることもある）
- 中国
  - 周 - 簡王2年
  - 魯 - 成公7年
  - 斉 - 頃公15年
  - 晋 - 景公16年
  - 秦 - 桓公20年
  - 楚 - 共王7年
  - 宋 - 共公5年
  - 衛 - 定公5年
  - 陳 - 成公15年
  - 蔡 - 景侯8年
  - 曹 - 宣公11年
  - 鄭 - 成公元年
  - 燕 - 昭公3年
  - 呉 - 寿夢2年
- 朝鮮
  - 檀紀1750年
- ユダヤ暦 : 3177年 - 3178年

## できごと

### 中国
- 呉が郯を攻撃した。
- 楚の子重（公子嬰斉）が軍を率いて鄭を攻撃した。
- 晋・魯・斉・宋・衛・曹・莒・邾・杞の連合軍が鄭を救援した。
- 晋・魯・斉・宋・衛・曹・莒・邾・杞が馬陵で同盟した。
- 呉が州来を攻撃した。
- 衛の孫林父が晋に亡命した。